# Thirteen – Ein gestohlenes Leben
Thirteen – Ein gestohlenes Leben ist eine britische Krimi-Dramaserie aus dem Jahr 2016 von Marnie Dickens, die von dem Entführungsopfer Ivy Moxam (gespielt von Jodie Comer) handelt. Sie wurde erstmals vom 28. Februar 2016 an auf BBC Three und in Deutschland am 15. November 2016 im Paket auf Maxdome veröffentlicht.

## Handlung
Der 26-jährigen Ivy Moxam, die im Alter von 13 Jahren entführt worden ist, gelingt es, nach 13 Jahren zu entkommen. Während sie Schwierigkeiten hat, im Alltag ihrer Familie wieder zurechtzukommen, soll sie bei der Ermittlung der Polizei helfen, ihren Entführer Mark White zu finden, der kurz darauf ein zweites Mädchen entführt hat.
Es ergeben sich aber Unstimmigkeiten in ihrer Geschichte und sie wird verdächtigt, absichtlich Informationen zurückzuhalten und White zu schützen. Als dieser bei der Polizei ein Treffen mit Ivy verlangt, kann er sie erneut entführen.

## Besetzung und Synchronisation
Die deutschsprachige Synchronisation entstand nach einem Dialogbuch von Inez Günther und unter der Dialogregie von Dorette Hugo durch die Synchronfirma Splendid Medien in Köln.
| Rolle            | Beschreibung                 | Darsteller            | Synchronsprecher |
| ---------------- | ---------------------------- | --------------------- | ---------------- |
| Ivy Moxam        | entflohenes Entführungsopfer | Jodie Comer           | Anita Hopt       |
| Christina Moxam  | Ivys Mutter                  | Natasha Little        | Dorette Hugo     |
| Angus Moxam      | Ivys Vater                   | Stuart Graham         | Peter Flechtner  |
| DI Elliott Carne | Polizist                     | Richard Rankin        | Tobias Nath      |
| DS Lisa Merchant | Polizistin                   | Valene Kane           | Vera Teltz       |
| Henry Stone      | Ivys früherer Schulleiter    | Nicholas Farrell      | Tobias Lelle     |
| Craig Watts      | Emmas Verlobter              | Joe Layton            | Nicolás Artajo   |
| Emma Moxam       | Ivys Schwester               | Katherine Rose Morley | Luisa Wietzorek  |
| Eloise Wye       | Ivys frühere Freundin        | Eleanor Wyld          | Anna Griesebach  |
| Tim Hobson       | Ivys frühere Jugendliebe     | Aneurin Barnard       | Raúl Richter     |

## Produktion und Veröffentlichung
BBC Three kündigte erstmals im Januar 2015 die Serie an, die im Sommer 2015 in Bristol gedreht wurde.
Mit der Autorin Marnie Dickens, der Produzentin Elizabeth Kilgarriff und den Regisseurinnen Vanessa Caswill und China Moo-Young wurde die Serie von einem Frauenteam entwickelt, das eine weibliche Sicht auf das Opfer bewahrt. Dickens, die sich weniger für die Gefangenschaft als dafür, was danach passiert, interessiert, hat dafür bewusst nicht den Täter in den Vordergrund gerückt, um diesen nicht dem Opfer zu nehmen. Die Darstellerin des Entführungsopfers, Jodie Comer, hat sich zur Recherche für die Rolle mit echten Entführungsfällen auseinandergesetzt, um die Auswirkungen von Isolation zu verstehen. Von Vanessa Caswill hat sie ein Buch über Natascha Kampusch erhalten und gelesen.
Die Serie wurde in Großbritannien zuerst online am 28. Februar 2016 auf BBC Three veröffentlicht, nachdem dieser am 16. Februar seinen linearen Sendebetrieb eingestellt hatte, und war damit die erste Dramaserie auf dessen Onlinepräsenz. Nach den ersten veröffentlichten Online-Zuschauerzahlen von BBC Three war Thirteen die beliebteste Serie der ersten Wochen. Ab dem 6. März 2016 erschien sie im linearen Programm auf BBC Two. Am Erscheinungstag der letzten Episode der ersten Staffel, dem 27. März 2016, gab Dickens bekannt, dass es keine zweite Staffel geben werde.
Die Erstveröffentlichung in den USA fand am 26. Juni auf BBC America statt und die deutsche am 15. November 2016 auf Maxdome. Die deutsche DVD sowie die Blu-ray erschienen am 27. Januar 2017.

## Episodenliste
| Nr. | Deutscher Titel      | Originaltitel | Erstveröffentlichung UK | Deutschsprachige Erstveröffentlichung (D) | Regie           | Drehbuch       |
| --- | -------------------- | ------------- | ----------------------- | ----------------------------------------- | --------------- | -------------- |
| 1 | Die Rückkehr         | Episode 1     | 28. Feb. 2016           | 15. Nov. 2016                             | Vanessa Caswill | Marnie Dickens |
| Das 26-jährige Entführungsopfer Ivy Moxam kann nach 13 Jahren aus einem Keller entkommen und alarmiert die Polizei. Sie wird von D.I. Carne und D.S. Merchant befragt und trifft ihre Familie, der ein DNA-Test bestätigt, dass sie wirklich Ivy ist. Zuhause sind die Umstände so überwältigend, dass Ivy wegrennt, aber ihre Jugendliebe Tim Hobson findet sie wieder. Nachdem Carne ihr einen Rat gibt, wie sie die Situation bewältigen kann, beginnt sie ihm zu vertrauen. Die Polizei findet in dem Haus Haare von Ivy auf dem Bett des Entführers, was bedeutet, dass sie zuvor gelogen hatte. Nun behauptet sie, sie wurde einmal von ihm herausgelassen. Dadurch kann die Polizei die Identität des Entführers herausfinden, - es ist Mark White, der vor der Entführung an ihrer Schule angestellt war –, als die Nachricht kommt, dass er ein weiteres Mädchen namens Phoebe entführt hat. |                      |               |                         |                                           |                 |                |
| 2 | Alte Liebe           | Episode 2     | 6. März 2016            | 15. Nov. 2016                             | Vanessa Caswill | Marnie Dickens |
| Durch die Entführung von Phoebe erhöht sich die Notwendigkeit, dass Ivy der Polizei hilft, Mark White zu finden, aber Merchant verdächtigt sie aufgrund neuem Material, über ihren einen Aufenthalt draußen und ihr Verhältnis zu White zu lügen. Als Ivy Hilfe bei Tim sucht, findet sie heraus, dass er mittlerweile verheiratet ist, und fühlt sich verraten. Auf dem Weg nach Hause wird sie von einem fremden Mann ergriffen. |                      |               |                         |                                           |                 |                |
| 3 | Der verlorene Bruder | Episode 3     | 13. März 2016           | 15. Nov. 2016                             | Vanessa Caswill | Marnie Dickens |
| Ivys Familie rettet sie vor Phoebes Vater, aber dessen Bedrohung hat sie verstört. Sie versucht sich ihrer Schwester wieder anzunähern, als plötzlich ein mysteriöser Brief von White eintrifft. Carne besucht Ivy zuhause, um von ihr mehr Informationen herauszulocken, aber muss dabei zu drastischen Maßnahmen greifen. Währenddessen sucht Merchant den Entführungskeller auf und findet dort einen versteckten Hohlraum mit schockierendem Inhalt. |                      |               |                         |                                           |                 |                |
| 4 | Unter Verdacht       | Episode 4     | 20. März 2016           | 15. Nov. 2016                             | China Moo-Young | Marnie Dickens |
| Nach der Entdeckung der Leiche von Whites Halbbruder Dylan wird Ivy wegen Behinderung der Ermittlung verhaftet, weil sie über den nichts berichtet hat. Sie verweigert weitere Antworten, aber wird von ihrer Mutter überzeugt, die Wahrheit zu enthüllen: Mark White hat Dylan umgebracht. Doch dann kontaktiert White die Polizei und will mit Ivy reden. |                      |               |                         |                                           |                 |                |
| 5 | Am Abgrund           | Episode 5     | 27. März 2016           | 15. Nov. 2016                             | China Moo-Young | Marnie Dickens |
| White verlangt ein Treffen mit Ivy, in das sie einwilligt, um Phoebe zu retten. In dem Kaufhaus, in dem das Treffen stattfindet, verlieren die Polizisten in Zivil Ivy aus den Augen. Diese findet White in einer Fotobox, wo er Phoebe freilässt und stattdessen Ivy schnappt. Nachdem er in einem Van fliehen konnte, erwacht sie gefesselt in einem anderen Haus, wo er sie zwingt, ihn zu baden. Sie ergreift die Pistole, mit der er sie bedroht hat, aber muss feststellen, dass sie nicht geladen ist. Im Wunsch, dass die beiden mit seinem Bruder und ihrer Fehlgeburt wieder vereint werden, setzt er das Erdgeschoss in Brand. Ivy kann ihn außer Gefecht setzen und entkommen, bevor das Haus explodiert. |                      |               |                         |                                           |                 |                |

## Rezeption
Die Serie hält bei der IMDb eine Bewertung von 7,3 bei über 5.800 abgegebenen Bewertungen und bei Rotten Tomatoes eine Kritikerbewertung von 88 Prozent und eine Zuschauerbewertung von 78 Prozent.
Jodie Comer war bei den British Academy Television Awards als beste Schauspielerin nominiert.
Die deutschsprachige Rezeption fühlt sich häufig an die Entführung von Natascha Kampusch erinnert. Auch hier wird insbesondere Jodie Comer hochgelobt: „Die 23-Jährige schafft es mit einer extrem mutigen Performance, zwischen Manipulation ihrer Umwelt und Rückfall in die Realität eines unvorstellbaren Traumas, diese äußerst komplexe Figur nahbar und glaubhaft zu spielen. So ist es auch ihrer intensiven Vorstellung zu verdanken, dass die recht langsam erzählte Geschichte zu jeder Zeit packend bleibt.“